# 우메즈 카즈오

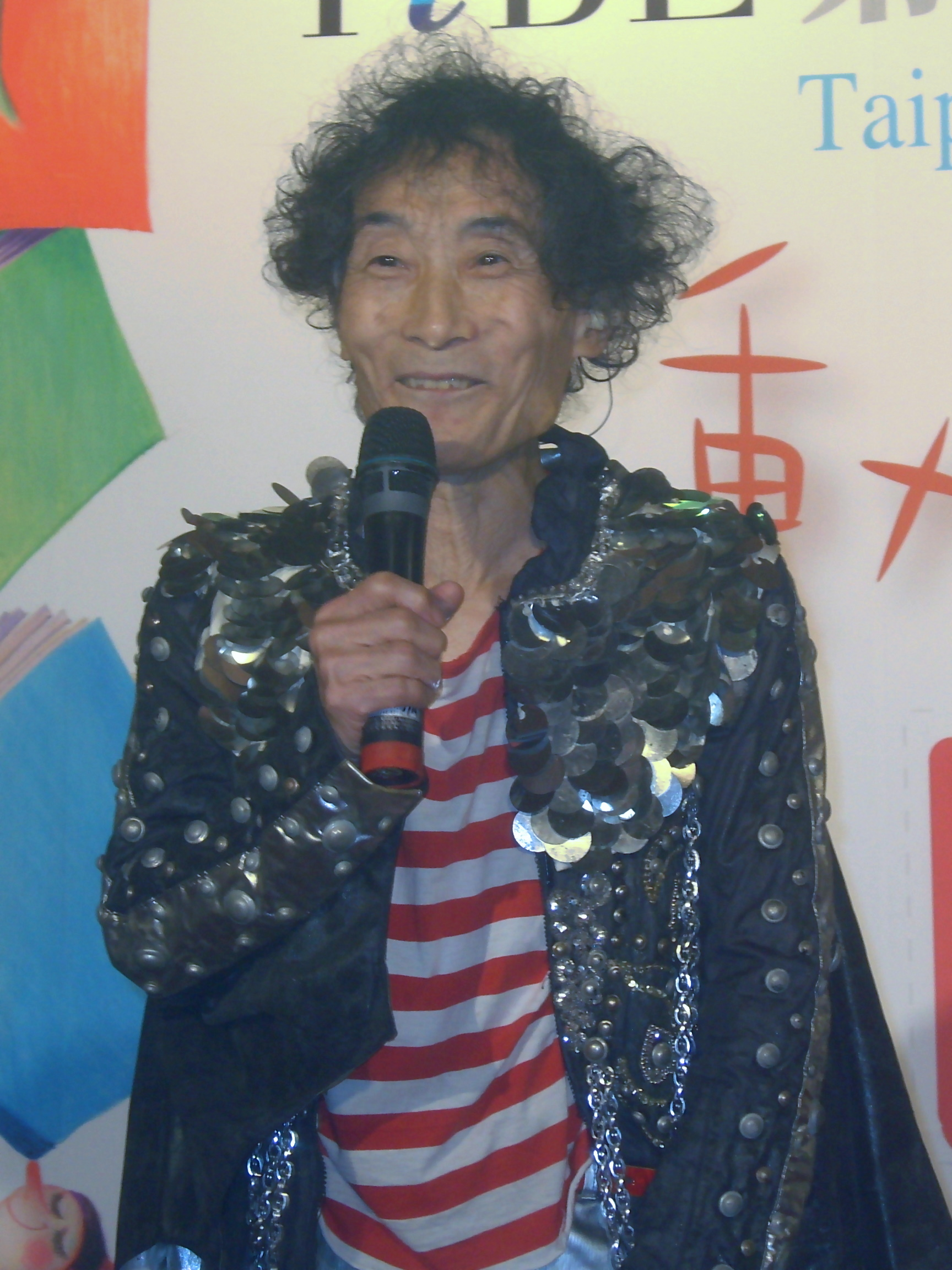
우메즈 카즈오 (2010).

우메즈 카즈오(楳図一雄, 1936년 9월 3일~2024년 10월 28일)는 일본의 남성 만화가로 와카야마현 태생이다. 호러, SF,개그,소년소녀물등 다양한 장르의 작품을 발표했으나, 가장 대표적인 작품은 호러만화로 일본 호러만화의 일인자 또는 대부로 불린다. 또한 많은 만화가들이 그의 작품에게서 영향을 받았다.

## 작품 활동
6살때 아버지 본적지인 나라현 고조시로 옮겨가 27살때 도쿄로 이주하기 전까지 그곳에서 지냈다. 초등학교 5학년 때 테즈카 오사무의 모험 만화 《신보물섬(新宝島)》을 읽고 만화가가 되기로 결심했다고 한다. 초기 스케치는 데츠카 작품을 모방했으나, 프로가 되기로 결심한 중학교 때 하츠야마 시게루, 다케이 다케오등 동화작가들의 작풍으로 스타일을 변경하여 고베, 아오모리 등의 동인지 동아리에서 열성적으로 활동하였다.
1955년 6월에 〈숲의 형제(森の兄妹)〉, 9월에 〈별세계(別世界)〉 등을 발표하며 프로 데뷔하였고, 1963년 도쿄로 상경한 뒤 이케부쿠로, 메지로, 다카다노바바, 기치조지(현재) 등지에 살았다. 자동차를 매우 싫어하여 전철을 이용하거나 그냥 걷는다고 한다. 1966년에 《고양이눈 소녀(ねこ目の少女)》, 《뱀소녀(へび少女)》 등이 많은 인기를 얻으면서 일본전역에 공포만화가로서의 명성을 떨쳤다. 1971년 주요 작품 활동을 쇼가쿠칸(小学館)으로 옮기면서 《표류교실(漂流教室)》, 《나는 신고(わたしは真悟)》등 그의 대표작들을 쇼가쿠칸 잡지에 연재하였다.
1995년에 완결된 《14세(14歳)》이후 더 이상의 작품활동은 없다. 장기간의 활동으로 인한 지병악화와 쇼가쿠칸 편집자와의 트러블이 원인이라고 한다. 대신 TV, 잡지 등에서 탤런트로서 활발히 활동하고 있으며, 밝고 서비스 정신 넘치는 캐릭터가 인기를 끌어 젊은 여성층을 포함하여 많은 팬을 확보하고 있다.

## 영향
절정기에는 치밀한 배경 및 인물묘사가 매우 뛰어났으며 특히 미소녀 작화에는 타의 추종을 불허하는 솜씨로 평가받았다. 
 1960년대말을 정점으로 이후 화풍이 변하여 한계를 느끼고 절필을 선언하였으나, 그의 신작을 보고 싶어하는 팬은 아직도 많다. 
 많은 작품속에서 성인이 매우 크게 묘사되어 어린이의 시점에서 관찰한 세계관이 엿보인다. 
 연예인 및 유명인 팬이 많아서, 추리작가인 아야츠지 유키토 같은 경우는 그를 신으로 부르며, 《나는 신고》를 1화부터 울면서 읽었다고 말할 정도이다. 
 만화가 야마자키 도오루, 나카가와 쇼코등은 작풍에 많은 영향을 받았으며 공공연히 존경의 뜻을 나타내고 있고, 공동작품을 내기도 하였다. 의사 겸 탤런트 니시카와 아야코, 싱어송 라이터 시바타 준 등도 열렬한 팬이다. 
 우메즈 본인은 미야자키 하야오의 열렬한 팬으로 자신의 작품이 미야자키 감독에 의해 영상화되기를 바란다는 의견을 피력하기도 하였으나 실현되지않았다. 자신의 만화 캐릭터외에 가장 좋아하는 만화 캐릭터는 《바람계곡의 나우시카》의 주인공 나우시카라고 한다.

## 주요 작품
- 오로치(おろち, 1969년 - 1970년)
- 어게인(アゲイン, 1971년)
- 표류교실(漂流教室, 1972년)
- 마코토 짱(まことちゃん, 1974년 - 1981년)
- 14세(14歳, 1990년 - 1995년)
- 나는 신고(わたしは真悟, 1982년 - 1986년)
- 신의 왼손 악마의 오른손(神の左手悪魔の右手, 1986년 - 1988년)
- 뱀소녀(へび少女, 1966년)
- 바람(ねがい, 1975년)
- 세례(洗礼, 1974년 - 1976년)
- 이아라(イアラ, 1970년)
- 고양이눈 녀석(猫目小僧, 1968년 - 1976년)
- 로맨스 약(ロマンスの薬)

## 작품의 영상화

### 애니메이션화된 작품
- 마코토쨩(まことちゃん)
- 오로치(おろち) - 비디오
- 우메즈 가즈오의 저주(楳図かずおの呪い)

### 영화화된 작품
- 뱀아가씨와 백발귀신(蛇娘と白髪魔,1968년) - 처음 영화화된 작품. 우메즈 본인도 극중 운전기사역으로 출연하였다.
- 극장판 마코토쨩(映画まことちゃん,1980년)
- 표류교실(漂流教室,1987년)
- 표류교실 DRIFTING SCHOOL(漂流教室 DRIFTING SCHOOL,1995년)
- 세례(洗礼,1996년)
- 우메즈 가즈오 공포극장(楳図かずお恐怖劇場,2005년)
  - 얼룩무늬 여자(まだらの少女)
  - 소원(ねがい)
  - 곤충의 집(蟲たちの家)
  - 단식(絶食)
  - 선물(プレゼント)
  - DEATH MAKE
- 고양이눈 소년(猫目小僧,2006년)
- 아수라의 길 한가운데에서(あしゅらの道のまん中で,2006년)
- 신의 왼손 악마의 오른손(神の左手 悪魔の右手,2006년)
- 오로치(おろち,2008년)
- 갓난아기 소녀(赤んぼ少女　,2008년)

### TV드라마화된 작품
- 설화마인형(雪花魔人形,1984년)
- 롱 러브레터~표류교실~(ロング・ラブレター〜漂流教室〜,2002년)
- 요괴전 고양이눈 소년(妖怪伝 猫目小僧) - 게키애니메이션(ゲキメーション):정지된 화면을 배경으로 종이 인형을 움직여 특수 효과나 음성을 더한 독특한 표현의 작품.
- 괴담성형미인(怪談整形美女) - 원작:검은고양이 가면